# Pseudonannolene rugosetta
Pseudonannolene rugosetta är en mångfotingart som beskrevs av Filippo Silvestri 1897. Pseudonannolene rugosetta ingår i släktet Pseudonannolene och familjen Pseudonannolenidae. Inga underarter finns listade i Catalogue of Life.